# 21e étape du Tour d'Espagne 2012
La 21e étape du Tour d'Espagne 2012 s'est déroulée le dimanche 9 septembre 2012, partant de Cercedilla et arrivant à Madrid après 115 km de course.

## Parcours de l'étape
Étape sans aucune difficulté, elle est promise à un sprint massif ou à une échappée extrêmement rapide car la coutume veut que la majorité de la dernière étape de la Vuelta se dispute à un rythme tranquille et sans attaques. La course devrait se durcir lors de l'entrée dans le circuit final à Madrid, une boucle de 5,7 kilomètres que les coureurs parcourent dix fois.

## Déroulement de la course
Un hommage est rendu dans les derniers tours de circuit à David Moncoutié et Grischa Niermann, qui disputent là leur toute dernière course professionnelle.
Après ses victoires sur les des 2e, 5e, 7e, 10e, John Degenkolb (Argos-Shimano) a conclu parfaitement son Tour d'Espagne avec un cinquième succès d'étape au sprint à Madrid. L'Allemand de 23 ans a devancé les Italiens Elia Viviani (Liquigas-Cannondale) et Daniele Bennati (RadioShack-Nissan). Afin de remporter le classement par points, Valverde a pris la sixième place à l'arrivée. 

## Classement de l'étape
| Classement de l'étape | Classement de l'étape | Classement de l'étape | Classement de l'étape   | Classement de l'étape |
|                       | Coureur               | Pays                  | Équipe                  | Temps                 |
| --------------------- | --------------------- | --------------------- | ----------------------- | --------------------- |
| 1er                   | John Degenkolb        | GER                   | Argos-Shimano           | en 2 h 44 min 57 s    |
| 2e                    | Elia Viviani          | ITA                   | Liquigas-Cannondale     | + 0 s                 |
| 3e                    | Daniele Bennati       | ITA                   | RadioShack-Nissan       | + 0 s                 |
| 4e                    | Allan Davis           | AUS                   | Orica-GreenEDGE         | + 0 s                 |
| 5e                    | Koldo Fernández       | ESP                   | Garmin-Sharp            | + 0 s                 |
| 6e                    | Alejandro Valverde    | ESP                   | Movistar                | + 0 s                 |
| 7e                    | Gert Steegmans        | BEL                   | Omega Pharma-Quick Step | + 0 s                 |
| 8e                    | Zdeněk Štybar         | CZE                   | Omega Pharma-Quick Step | + 0 s                 |
| 9e                    | Raymond Kreder        | NED                   | Garmin-Sharp            | + 0 s                 |
| 10e                   | Gorka Verdugo         | ESP                   | Euskaltel-Euskadi       | + 0 s                 |
| modifier              |                       |                       |                         |                       |

## Classement général
| Classement général | Classement général | Classement général | Classement général     | Classement général  |
|                    | Coureur            | Pays               | Équipe                 | Temps               |
| ------------------ | ------------------ | ------------------ | ---------------------- | ------------------- |
| 1er                | Alberto Contador   | ESP                | Saxo Bank-Tinkoff Bank | en 84 h 59 min 49 s |
| 2e                 | Alejandro Valverde | ESP                | Movistar               | + 1 min 16 s        |
| 3e                 | Joaquim Rodríguez  | ESP                | Katusha                | + 1 min 37 s        |
| 4e                 | Christopher Froome | GBR                | Sky                    | + 10 min 16 s       |
| 5e                 | Daniel Moreno      | ESP                | Katusha                | + 11 min 29 s       |
| 6e                 | Robert Gesink      | NED                | Rabobank               | + 12 min 23 s       |
| 7e                 | Andrew Talansky    | USA                | Garmin-Sharp           | + 13 min 28 s       |
| 8e                 | Laurens ten Dam    | NED                | Rabobank               | + 13 min 41 s       |
| 9e                 | Igor Antón         | ESP                | Euskaltel-Euskadi      | + 14 min 1 s        |
| 10e                | Beñat Intxausti    | ESP                | Movistar               | + 16 min 13 s       |
| modifier           |                    |                    |                        |                     |

## Classements annexes

### Classement par points
| Classement par points | Classement par points | Classement par points | Classement par points                  | Classement par points |
| --------------------- | --------------------- | --------------------- | -------------------------------------- | --------------------- |
|                       | Coureur               | Pays                  | Équipe                                 | Point(s)              |
| 1er                   | Alejandro Valverde    | ESP                   | Movistar                               | 199 points            |
| 2e                    | Joaquim Rodríguez     | ESP                   | Katusha                                | 193 pts               |
| 3e                    | Alberto Contador      | ESP                   | Équipe cycliste Saxo Bank-Tinkoff Bank | 161 pts               |
| modifier              |                       |                       |                                        |                       |

### Classement du meilleur grimpeur
| Classement du meilleur grimpeur | Classement du meilleur grimpeur | Classement du meilleur grimpeur | Classement du meilleur grimpeur | Classement du meilleur grimpeur |
| ------------------------------- | ------------------------------- | ------------------------------- | ------------------------------- | ------------------------------- |
|                                 | Coureur                         | Pays                            | Équipe                          | Point(s)                        |
| 1er                             | Simon Clarke                    | AUS                             | Orica-GreenEDGE                 | 63 points                       |
| 2e                              | David de la Fuente              | ESP                             | Caja Rural                      | 40 pts                          |
| 3e                              | Joaquim Rodríguez               | ESP                             | Katusha                         | 36 pts                          |
| modifier                        |                                 |                                 |                                 |                                 |

### Classement du combiné
| Classement du combiné | Classement du combiné | Classement du combiné | Classement du combiné  | Classement du combiné |
| --------------------- | --------------------- | --------------------- | ---------------------- | --------------------- |
|                       | Coureur               | Pays                  | Équipe                 | Point(s)              |
| 1er                   | Alejandro Valverde    | ESP                   | Movistar               | 8 points              |
| 2e                    | Joaquim Rodríguez     | ESP                   | Katusha                | 8 pts                 |
| 3e                    | Alberto Contador      | ESP                   | Saxo Bank-Tinkoff Bank | 10 pts                |
| modifier              |                       |                       |                        |                       |

### Classement par équipes
| Classement général par équipes | Classement général par équipes | Classement général par équipes | Classement général par équipes |
|                                | Équipe                         | Pays                           | Temps                          |
| ------------------------------ | ------------------------------ | ------------------------------ | ------------------------------ |
| 1re                            | Movistar                       | Espagne                        | en 254 h 52 min 49 s           |
| 2e                             | Euskaltel-Euskadi              | Espagne                        | + 9 min 40 s                   |
| 3e                             | AG2R La Mondiale               | France                         | + 20 min 19 s                  |
| modifier                       |                                |                                |                                |